# Гай Леканий Басс Цецина Пет
Гай Лека́ний Басс Цеци́на Пет (лат. Gaius Laecanius Bassus Caecina Paetus; умер после 78 года, Рим, Римская империя) — древнеримский политический и государственный деятель, занимавший в 70 году должность консула-суффекта.

## Биография

### Происхождение
Родным отцом Гая был консул-суффект 37 года Авл Цецина Пет, покончивший жизнь самоубийством в 42 году, а приёмным — ординарный консул 64 года Гай Леканий Басс. 

### Гражданско-политическая карьера
В 70 году Пет занимал должность консула-суффекта, а позднее, в 74 году, он стал куратором берегов и устья Тибра. В 78/79 году Гай находился на посту проконсула провинции Азия; от этого времени сохранилось его письмо управляющему Милетом. В Эфесе Басс был удостоен памятной надписи за то, что он оказывал активное содействие учреждению павильона с минеральным источником.
Возможно, его сыном был монетный триумвир Гай Леканий Басс Цецина Флакк. По всей видимости, именно Пет владел имуществом в италийском городе Минтурны.